# Лет (король лангобардов)
Лет (Lethu) — 3-й король лангобардов (первая половина — середина V века), наследник короля Ламиссо, основатель династии Летингов. Он правил 40 лет. Его наследником был король Альдихок. О правлении короля Лета сохранились упоминания в сочинении «Происхождение народа лангобардов» (глава 2) и в труде Павла Диакона «История лангобардов» (книга I, глава 18).